# 555
555 (DLV) var ett normalår som började en fredag i den julianska kalendern.

Frankerriket som det såg ut år 548.

## Händelser

### Okänt datum
- När Theodebald I dör övertas hans rike Reims (markerat med mörkblått på vidstående karta) av hans farfars bror Chlothar I, som redan är kung över Soissons (markerat med lila på vidstående karta). Därmed förenas Reims och Soissons och Chlothar I får en stark maktposition gentemot sin bror Childebert I, som är kung över Paris (markerat med rosa på vidstående karta).

## Födda
- Khadidja, Muhammeds första hustru.

## Avlidna
- 7 juni – Vigilius, påve sedan 537
- Theodebald I, frankisk kung av Reims sedan 548